# أحمد فتحي حمادي
أحمد فتحي (من مواليد 24 أغسطس 1949) هو لاعب كرة قدم عراقي سابق، في مركز خط الهجوم، لعب ضمن منتخب العراق لكرة القدم في نهائيات كأس آسيا عام 1972. لعب للمنتخب الوطني بين عامي 1972 و1973. 